# Kastri (Fokida)
Kastri (griechisch Καστρί) war ein  mittelalterliches Dorf in der Gemeinde Delfi im Regionalbezirk Fokida in Griechenland, das über den Ruinen des antiken Orts Delphi entstand, wo bei der Großen Ausgrabung von Delphi 1902–1903 der antike Tempelbezirk ausgegraben wurde.

## Geschichte
Der Tempel und die Statuen von Delphi wurden unter der Herrschaft von Theodosius I. um 390 n. Chr. zerstört. Das Dorf Kastri wurde mit Marmor aus den zerstörten Gebäuden auf den Ruinen errichtet, und das Wissen über die Geschichte und von Delphi ging schließlich verloren.
George Wheler und Jacob Spon entdeckten die Stätte 1676 anhand einer alten Beschreibung von Pausanias wieder und veröffentlichten ihre Ergebnisse 1682. Auch andere Forscher bemerkten die Überreste des antiken Tempels in Kastri, darunter Oberst William Martin Leake, der die Stätte 1802 und 1806 besuchte. 1838 schlugen griechische Gelehrte vor, das Dorf zu verlegen, um Ausgrabungen an der Stätte zu ermöglichen. 1891 verpflichtete sich die Französische Archäologische Schule von Athen (französisch École française d’Athènes), einen Geldbetrag zu zahlen, um die Umsiedelung der Dorfbewohner auf das Gelände der modernen Stadt Delphi zu ermöglichen, und erhielt im Gegenzug eine zehnjährige Konzession für die Ausgrabung der Stätte. Das Dorf bestand schätzungsweise aus etwa hundert Häusern und zweihundert Einwohnern.
Während der Ausgrabung entfernten die französischen Archäologen mit der Decauville-Bahn in Kastri große Mengen Aushub aus den durch Erdrutsche aufgehäuften Schichten, die die wichtigsten Gebäude und Strukturen von Delphi bedeckt hatten.
Das neue Dorf, das für die Einwohner von Kastri geschaffen wurde, ist heute Teil der modernen Stadt Delphi, und der Name wird lokal nicht mehr verwendet.

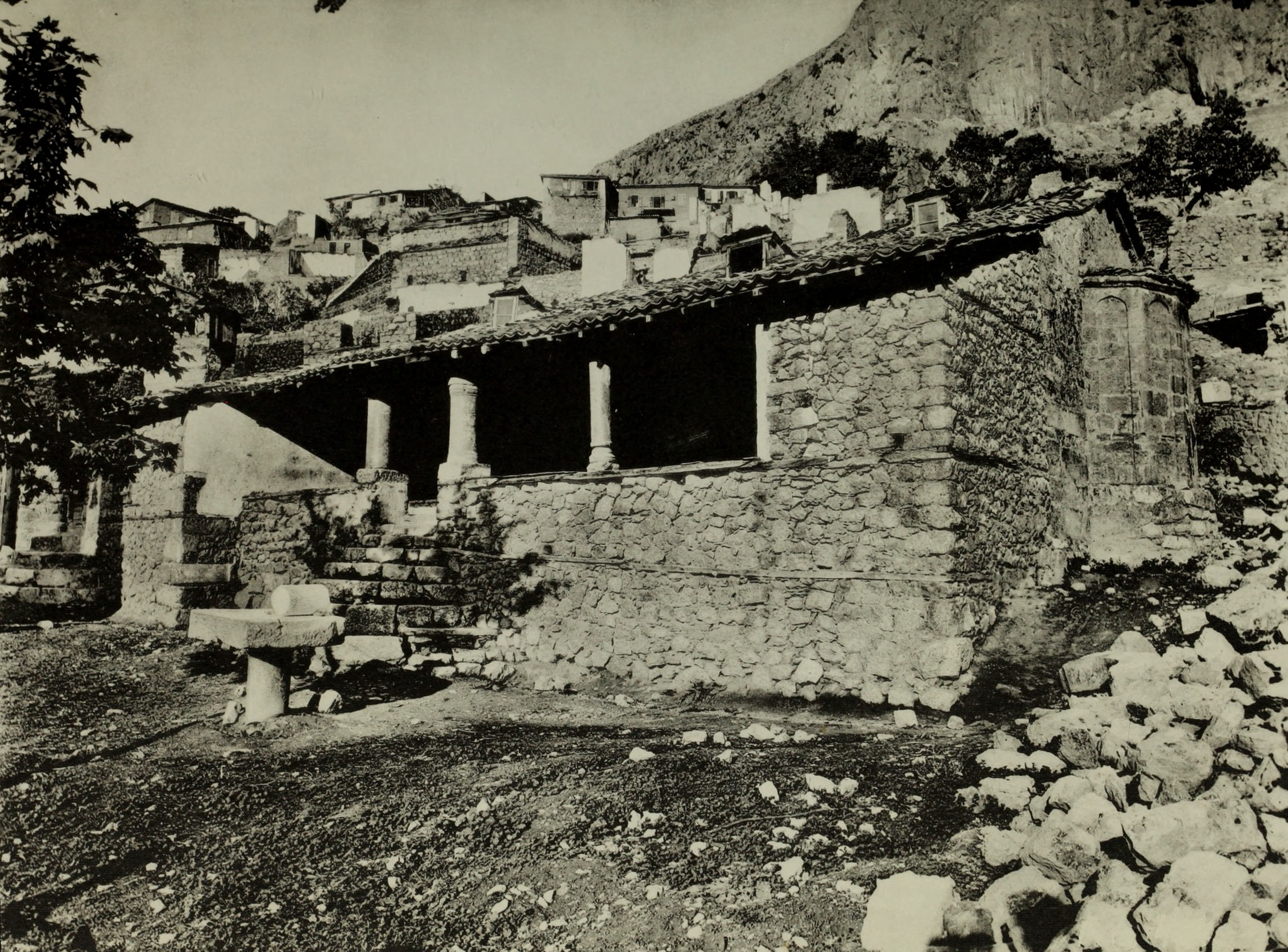
Nikolaus-Kapelle